# 시라와치 게이타
시라와치 게이타(일본어: 白輪地 敬大, 2001년 12월 7일~)는 일본의 축구 선수이다.

## 구단 경력
그는 2024년 J2리그의 이와키 FC에 입단했다.